# Czernina

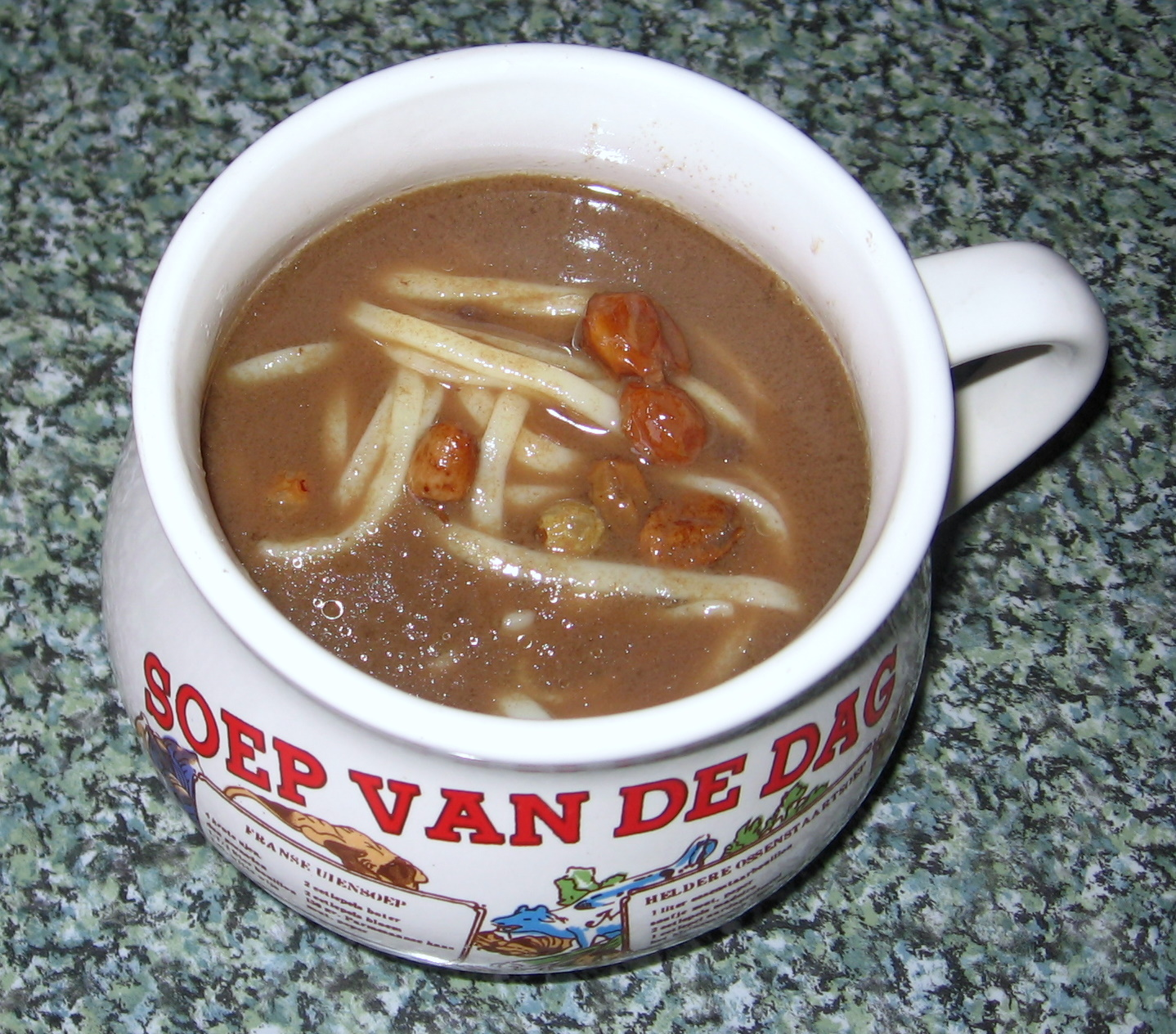
Czernina

Czernina , czarnina, czarna polewka, czarna zalewajka este o supă poloneză, al cărei ingredient principal este sângele de rață (uneori sânge de pui). Pentru ca supa să aibă un gust dulce-acru, se utilizează oțet și puțin zahăr. În caz contrar, există multe rețete diferite. Se adaugă adesea prune uscate, pere, cireșe sau chiar stafide . 
Czernina este servită cu găluște, tăiței de casă  și  chiar cu cartofi. Un fel de mâncare tradițională este kaszëbskô czarwina în poloneză czernina kaszubska , felul kashubian al acestei supe. 